# جيرالد هوبر
جيرالد هوبر (بالألمانية: Gerald Huber) (و. 1962 – م) هو صحفي، ومؤرخ منطقة، وكاتب غير روائي، وكاتب، من ألمانيا، ولد في لاندسهوت.